# James Hartley Ashworth

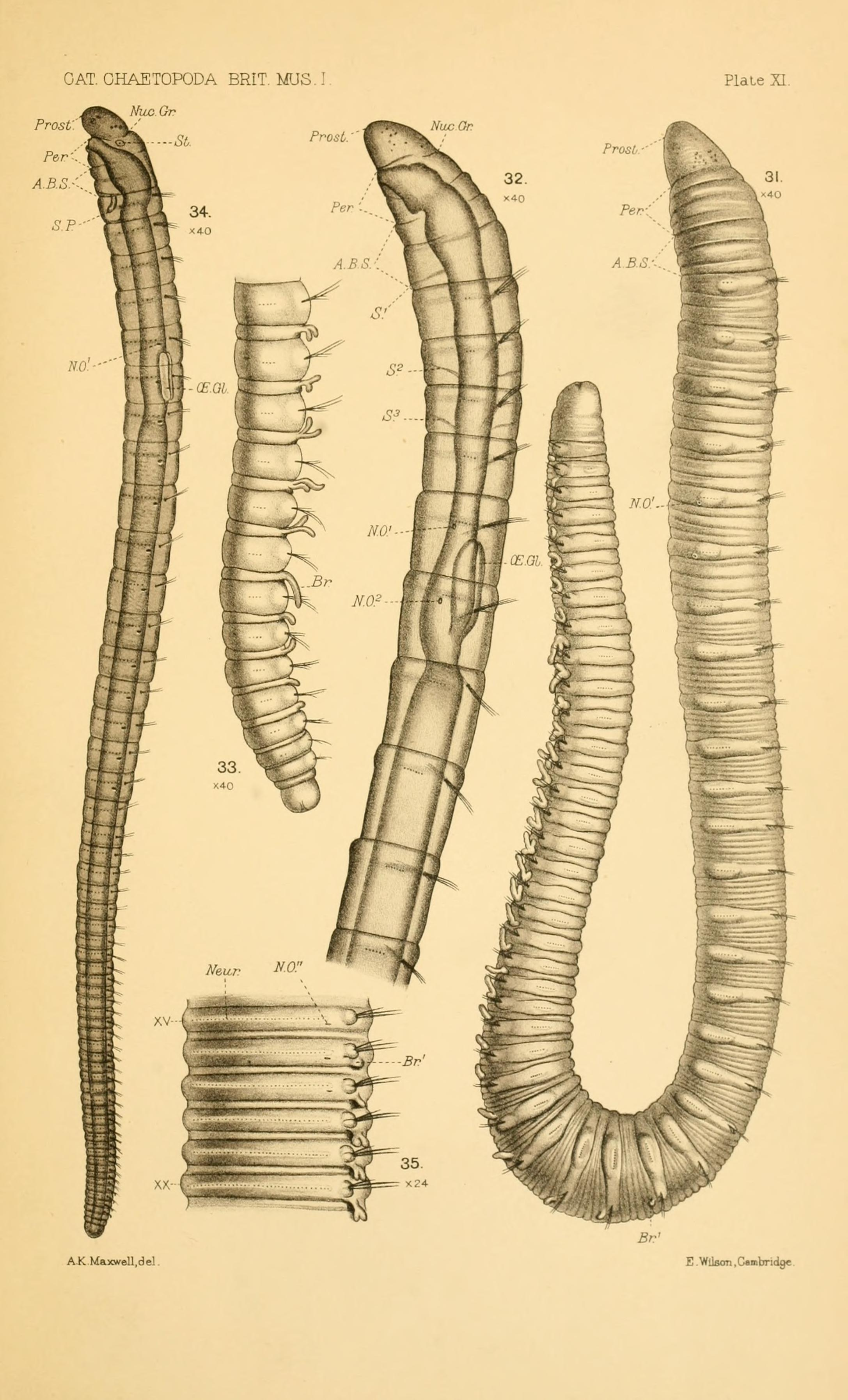
Oligochaeta und Polychaeta aus Ashworth' Catalogue of the Chaetopoda in the British Museum

James Hartley Ashworth (* 2. Mai 1874 in Accrington, Lancashire; † 4. Februar 1936 in Edinburgh) war ein britischer Meereszoologe.

## Leben
Der einzige Sohn von James Ashworth verbrachte den größten Teil seiner Jugend in Burnley, wo er die damals für ihre wissenschaftliche Ausrichtung bekannte Carlton Road School besuchte. Sein Interesse an der Wissenschaft mag durch den Hausarzt der Familie, den schottischen Kardiologen James MacKenzie (1853–1925), geweckt worden sein. Es gibt Hinweise darauf, dass MacKenzie den Jungen als Mentor begleitete. So ging Ashworth nach Manchester, wo er am Owen's College, heute ein Teil der University of Manchester, begann Chemie zu studieren. Er erkannte aber schnell ein interessanteres Fachgebiet und wechselte kurz nach Studienbeginn zur Zoologie. Dort traf er auf zwei eminente Lehrer, Arthur Milnes Marshall und C. Herbert Hurst. Als sich Marshall zurückzog, übernahm Sydney J. Hickson  (1859–1940) die Mentorenrolle. Am Owen's College mit dem Dalton Price for Natural History ausgezeichnet, wechselte er zur Universität London, wo er 1895 mit Auszeichnung in Zoologie und Botanik abschloss. 1899 promovierte er in beiden Fächern.
Nachdem er schon Erfahrungen am Sinel's Laboratory in Jersey, am Herdman's Laboratory in Port Erin auf der Isle of Man und im McIntosh's Gatty Laboratory von St Andrews gesammelt hatte, konnte er sich eine Position an Anton Dohrns Zoologischer Station Neapel zum Höhepunkt der dortigen Arbeit sichern. 1900 verließ er Neapel und konnte zwischen einer Anstellung an einem Museum oder der University of Edinburgh wählen. Er übernahm 1901 die edinburgher Dozentenstelle zur Zoologie der Wirbellosen. Im gleichen Jahr heiratete er Clara Hought aus Burnley. Mit Burnley verband ihn nicht nur Jugend und Privatleben, er war auch mit James Mackenzie befreundet und ebenfalls mit zwei weiteren Zoologen, die aus Burnley stammten, James Edwin Duerden (1869–1937) und John Stephenson.
1905 bot die Universität als erste britische Universität unter seiner Führung einen Kurs in Tropenmedizin und Hygiene mit anerkanntem Abschluss an. Das Curriculum wurde von Ashworth mit Schwerpunkten in der Insektenkunde und Parasitologie bestimmt. Später wurde dieser Kurs zu Abschlüssen in öffentlicher Gesundheit und tropischer Veterinärmedizin erweitert.
1919 wurde Ashworth der neu gegründete Lehrstuhl für Zoologie der Wirbellosen anvertraut. Zuvor war Zoologie allein von James Cossar Ewart gelehrt worden, der sich anschließend auf die Wirbeltiere konzentrierte. Als Ewart sich 1927 von der Regius Professur zurückzog, wurde Ashworth als neuer Regius Professor of Natural History berufen.
Während seiner Amtszeit konnte Ashworth beginnend mit einer Spende eines persönlichen Freundes, Laurence Pullar aus Bridge of Earn, die Rockefeller-Stiftung zur Unterstützung eines Neubaus auf dem Kings Campus der Universität gewinnen. Gemeinsam mit seinem Fachwissen entwarfen die Architekten Robert Lorimer und J. F. Matthews Gebäude, die am 15. Mai 1929 eröffnet, heute als Ashworth-Laboratories bezeichnet werden.
Er starb am 4. Februar 1936 zuhause in Grange Loan in Edinburgh im Alter von nur 61 Jahren, nachdem er am Abend zuvor noch einer Sitzung der Royal Society of Edinburgh vorgesessen hatte.

## Ehrungen
1911 wurde Ashworth zum Fellow der Royal Society of Edinburgh berufen und 1917 zum Fellow der Royal Society. 1913–1915 wurde er mit der Keith Medal ausgezeichnete. Die Ehrung wurde ihm erneut 1923–26 und 1930–33 zuteil. Er diente der RSE als Vizepräsident und von 1933 bis zu seinem Tod 1936 als Generalsekretär. Ein von 1931 stammendes Bild Ashworths von Walter Stoneman wird in der National Portrait Gallery in London ausgestellt.

## Bibliografie
- 1904: Arenicola: the lug-worm
- 1909: The giant nerve cells and fibres of Halla parthenopeia
- 1911: The annelids of the family Arenicolidoe of North and South America, including an account of Arenicola glacialis Murdoch
- 1912: Catalogue of the Arenicolidae in the British Museum
- 1915: On larvae of Lingula and Pelagodiscus (Discinisca)
- 1924: Polychaeta (supplementary)
- 1924: Annelids, parasitic worms, Protozoans, etc. Part J : Polychaeta (supplementary)
- 1934: A bibliography of the works of James Cossar Ewart
- 1935: Charles Darwin as a student in Edinburgh, 1825–1827: an address delivered on October 28, 1935